# Södermanlands runinskrifter 84
Runinskrift Sö 84 är en vikingatida runsten vid Tumbo kyrka i Tumbo socken i Södermanland. Den står jämte två andra runstenar innanför södra kyrkogårdsmuren.

## Stenen
Runstenen är av ljus, rödgrå granit och 1,8 meter hög, 1,3 meter bred och omkring 0,25 meter tjock. Runhöjden är 8–11 centimeter. Nedtill är stenen sprucken och hopfogad med cement och järnklamrar, en del av textslutet har därför gått förlorat.
Ortnamnet Skyttingi i texten, ibland läst som Skytiki, syftar på byn Skyttinge i Tumbo socken. Byn med förhistoriska anor låg en halv kilometer nordväst om kyrkan. När vapenhuset byggdes på 1400-talet lades runstenen in som trappsten och där låg den fram till 1897 då den fritogs och restes på nuvarande plats. Intill står ytterligare två runstenar.
Ornamentiken består av ett kristet, flätat ringkors med dubbla konturer och inramat av en runslinga, som i basen är låst med ett iriskt koppel. Stilen är KB, vilket står för korsbandsten, som innebär att korsfoten är kluven och övergår i två runband som innesluter korset.
Stenen restes som minnesmärke över någons bror, Torbjörn, och slutar med en bön för hans själ. Fastän stenen är korsmärkt  innehåller två av personnamnen den fornnordiska guden Tors namn: Torbjörn och Torsten. Namnen avspeglar också det vanligt förekommande bruket i tidens skandinaviska namnskick att ett element i en förälders namn återkommer i barnens namn. I detta fall är det Þor från faderns namn, Þorsteinn, som återkommer i sonen Þorbjôrns namn, för att påvisa släktskapet.

## Inskriften
Runsvenska: × a...R ...et * raisa * stain * at * þorbiorn * boroþur * sin * sun * þorstainR * i skytiki * kuþ * hiolbi * ant * ¶ * þorbiornaR *
Normaliserad: ... [l]ét reisa stein at Þorbjôrn, bróður sinn, son Þorsteins í Skyttingi. Guð hjalpi ônd Þorbjarnar.
Nusvenska: "... lät resa stenen till minne av Torbjörn, sin bror, son till Torsten i Skyttinge. Gud hjälpe Torbjörns ande."

### Fotnoter
1. 1 2  Runstenar i Södermanland, sid. 81, red. Ingegerd Wachtmeister, 1984, Södermanlands museum, ISBN 91-85066-52-4
2. ↑  44:1, Riksantikvarieämbetets Fornsök.
3. ↑  Larsson, Mats G. (1998). Düwel, Klaus. red. Reallexikon der Germanischen Altertumskunde. de Gruyter. sid. 645. ISBN 3-11-015455-2. http://books.google.com/books?id=KYqsisEVQHEC&pg=PA201#v=onepage&q=&f=false
4. ↑  Yonge, Charlotte Mary (1884). History of Christian Names. London: MacMillan & Company. sid. cxxx, 219, 301. http://books.google.com/books?id=hItbAAAAMAAJ&printsec=frontcover&source=gbs_navlinks_s#v=onepage&q=&f=false
5. ↑  Peterson, Lena (2002). Bandle, Oskar; Elmevik, Lennart et al. red. The Nordic Languages: An International Handbook of the History of the North Germanic Languages. "1". Walter de Gruyter. sid. 745–753. ISBN 3-11-014876-5. http://books.google.com/books?id=P6bMn9c6musC&printsec=frontcover&source=gbs_navlinks_s#v=onepage&q=&f=false s. 750.
6. 1 2  Samnordisk Runtextdatabas, Sö 84.